# Somliga går med trasiga skor (film)
Somliga går med trasiga skor är en svensk dokumentärfilm från 2023 om Cornelis Vreeswijk, gjord av filmaren Magnus Gertten.
Filmen hade biopremiär i Sverige den 17 november 2023, utgiven av Triart Film.

## Handling
Somliga går med trasiga skor är en helt ny skildring skapad 2023, med nyupptäckt och aldrig tidigare visat material om Cornelis Vreeswijk. I filmen skildras hans uppgång och de återkommande fallen ner i samhällets lägre skikt, men också eftermälet. Budskapen i Cornelis texter har snart 40 år efter hans bortgång kvar sin aktualitet, där han in i det sista ville ge röst åt samhällets svaga och trasiga.
På sin dödsbädd på ett sjukhus i Stockholm ger han en sista intervju där han öppnar upp för de mörkare sidorna av sin personlighet.
”Det finns vissa stunder i mitt liv som är mindre smickrande, men de måste också berättas”, säger han.